# Olof Enberg
Olof Enberg, född 1690 troligen i Sunne socken, Värmland, död 24 maj 1750 i Brårud, Sunne socken, var en svensk porträttmålare.
Enberg utbildade sig till målare i Stockholm men återvände efter studierna till Värmland 1725. Han målade i en traditionell schematisk stil där färgen överväger i de dunkla tonerna mot en mörk fond. Bland han porträtt märks bland annat häradshövding Gudmund Nordberg och lektor Nicolaus Spak på Värmlands museum, komminister Olov Morell i Östra Ämterviks kyrka samt två privatägda porträtt av Elof Fryksell och hans maka Helena Wigelia.